# Степановська сільська рада (Ташлинський район)
Степа́новська сільська рада (рос. Степановский сельский совет) — сільське поселення у складі Ташлинського району Оренбурзької області Росії.
Адміністративний центр — село Степановка.

## Населення
Населення — 708 осіб (2019; 857 в 2010, 974 у 2002).

## Склад
До складу сільської ради входять:
| Населений пункт         | Населення, осіб (2002) | Населення, осіб (2010) |
| ----------------------- | ---------------------- | ---------------------- |
| Каменноімангулово, село | 343                    | 276                    |
| Курташка, село          | 139                    | 121                    |
| Степановка, село        | 492                    | 460                    |